# ماريو سواريز (صحفي)
ماريو سواريز (بالإنجليزية: Mario Suárez)‏ هو صحفي أمريكي، ولد في 1925، وتوفي في 1998.